# IBM 1403

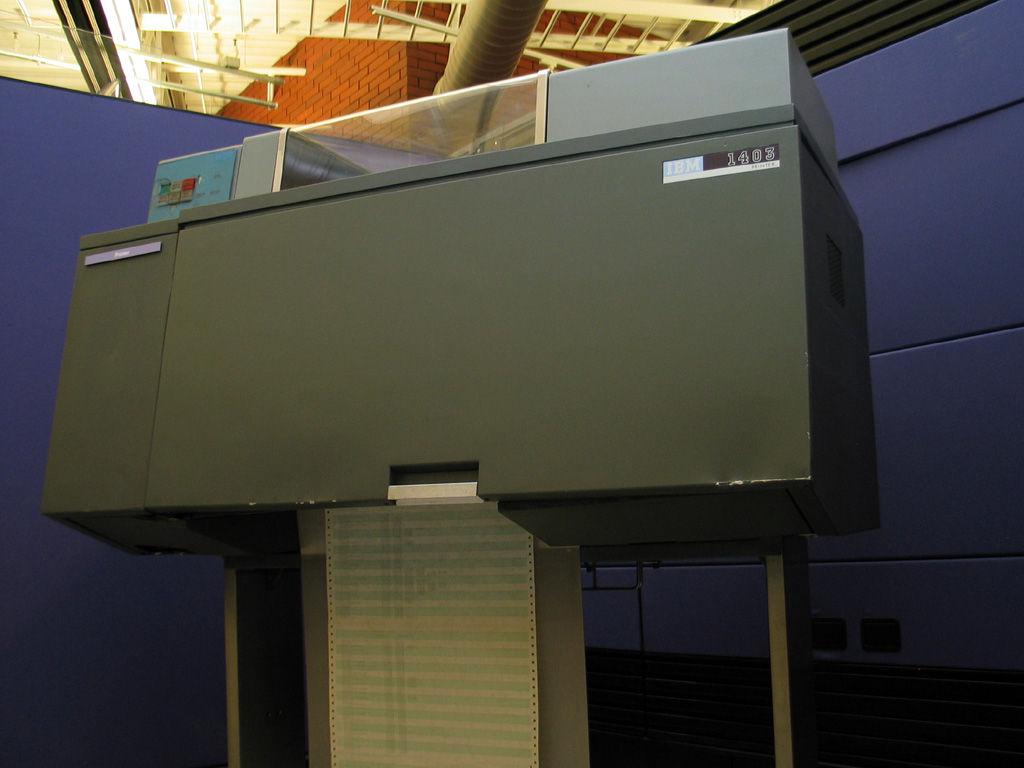
IBM 1403 en el Computer History Museum en California.

La impresora de líneas IBM 1403 fue introducida como parte de la computadora IBM 1401 en octubre de 1959 y tuvo una vida especialmente larga en la línea de productos de IBM. El modelo original podía imprimir 600 líneas de texto por minuto y hacer saltos de línea en blanco de hasta 190 centímetros por segundo. El modelo estándar tenía 120 posiciones de impresión (columnas). Un adicional de doce posiciones estaba disponible como opción. Una cadena de impresión con un mínimo de cinco copias del juego de caracteres se alineaba horizontalmente delante de la cinta entintada y el papel. Los martillos golpeaban por detrás en el momento exacto en el que pasaba el carácter a imprimir. En los últimos modelos, la cadena de impresión fue reemplazada por un tren de impresión; en su lugar fueron montados bloques de impresión en una cadena montados sobre una pista. El modelo superior podía imprimir hasta 1400 líneas de 132 caracteres por minuto, esto es 23 páginas por minuto y menos de tres segundos por página, e incluso aún menos si la página a imprimir contenía líneas en blanco.
El tren o cadena estándar de la 1403 podía imprimir 48 caracteres distintos: 26 letras, 10 dígitos, y 12 caracteres especiales: & , . - $ * / % # @ ≠ ⌑. Podían pedirse cadenas o trenes especiales para tener otros juegos de caracteres. Usuarios científicos, por ejemplo, podían usar cadenas que tenían el paréntesis izquierdo, el derecho y el signo "más" en lugar del signo porcentaje (%), el signo losange (⌑), diferente al actual que tiene forma de rombo (◊) y el signo unión o ampersand (&). Las cadenas numéricas tenían más copias de algunos caracteres.
La cinta de tinta era un rollo grande con el ancho del área de impresión ubicada entre el papel y la cadena de impresión. El rollo estaba en dos partes, la bobina de alimentación y la de recepción. La cinta era constantemente enrollada y desenrollada durante la impresión.
Como muchas impresoras de la época, la 1403 usaba papel fan-fold con perforaciones en los costados para el tractor de alimentación. Una cinta de control de transporte o, más tarde, un buffer, bajo control del programa especificaba la longitud de la línea y la forma en que estaba a punto de comenzar la impresión de modo que pudiera usarse papel de diferentes tamaños.
El arrastre del papel consistía en dos juegos de tractores (un par debajo de la unidad de martillos y otro par encima) movidos por un circuito de aceite formado por una unidad hidráulica consistente en una bomba de engranajes, un juego de válvulas (diferenciaba el salto de una línea y el de varias) y un cárter que era el depósito de aceite.
Una impresora IBM 1403 desempeñó un pequeño papel en la película de 1964 de Stanley Kubrick Dr. Strangelove, que actúa como escondite para una radio portátil.
La capacidad de la impresora de sobreimprimir fue usada para generar una amplia escala equivalente de grises. Muchas imágenes fueron escaneadas, pixeladas y podían reproducirse en la 1403; la más notable es la Mona Lisa. Algunas personas fueron capaces de utilizar el ritmo de los martillos de impresión para generar las frecuencias deseadas y realmente reproducir música. Eran máquinas enormes y ruidosas, especialmente cuando la tapa estaba levantada.